# Woellust (Wildervank)

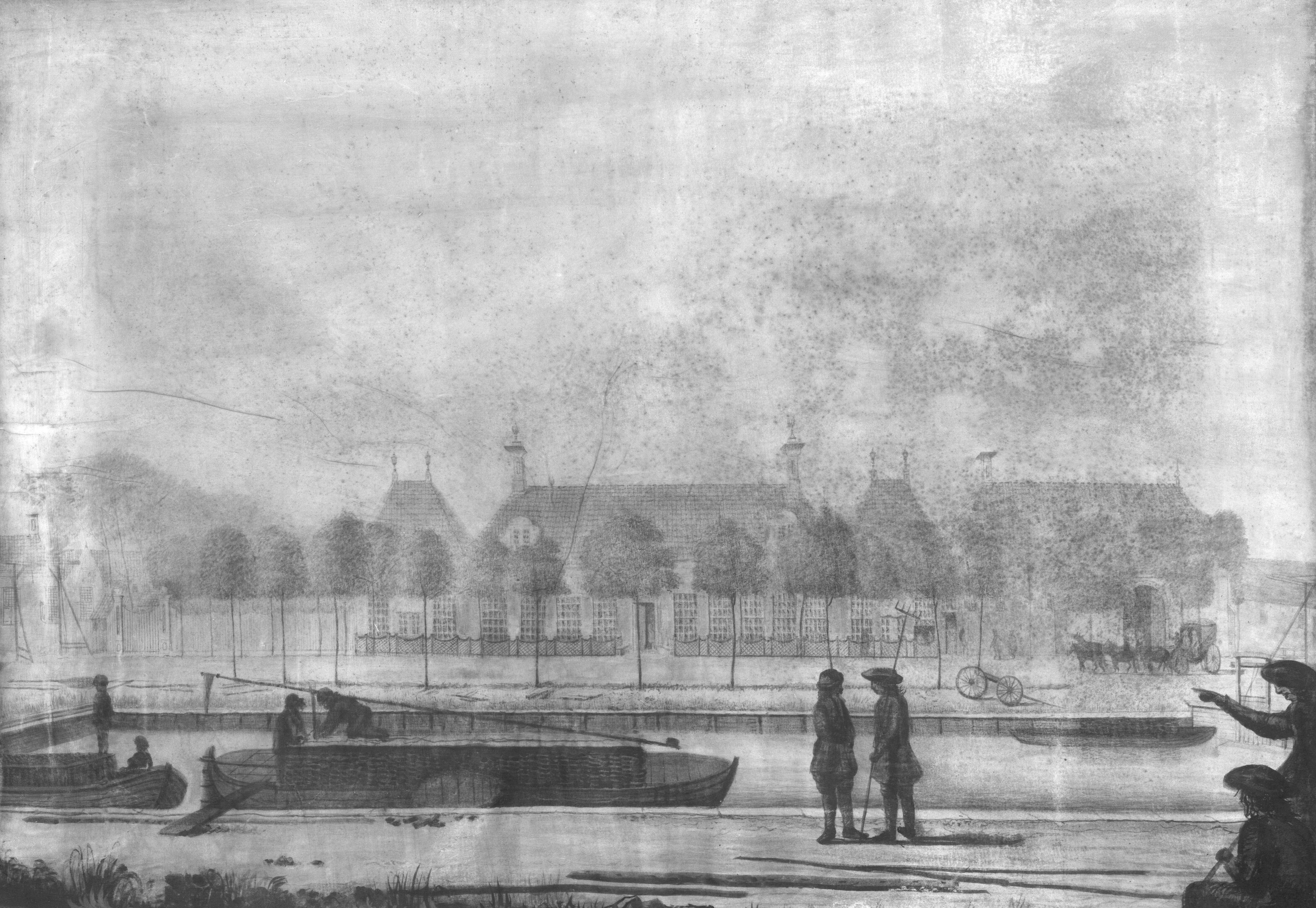
Buitenplaats Woellust te Veendam (1745-1765)

Woellust was de grootste en fraaiste veenborg bij Wildervank. 
Jan Albert Sichterman, die zijn fortuin in Indië vergaard had, liet het in 1747 bouwen. Het was een breed eenlaags gebouw. Vanaf het voorplein vertoonde het huis zich als langgerekt geheel. In het midden was de deur met aan weerszijden vier grote ramen, en aan elke zijde een kleiner gebouw als zijvleugel. In de winter verbleef Sichterman in de stad Groningen, in de zomer ging hij naar de veenborg. 
Het buiten lag op een  schiereiland, aan drie zijden omgeven door het Westerdiep. De borg keek uit op het Midden Verlaat. Achter de borg strekte de tuin zich tot aan Borgercompagnie uit. Geknipte heggen en jong opgaande bomen stonden langs de wandelpaden. Op de eind- en kruispunten van de paden stonden vazen en beelden. Achter het huis was een kleine fontein. Wandelaars konden genieten van een hertenkamp, visvijvers, fazantenverblijven, windhonden en West-Indische varkens. In een Japans speelhuisje kon men uitrusten. Aan beide zijden van de tuin lagen weilanden, waarin koeien en paarden graasden. Vóór Woellust lag een jacht met twee verblijven. 

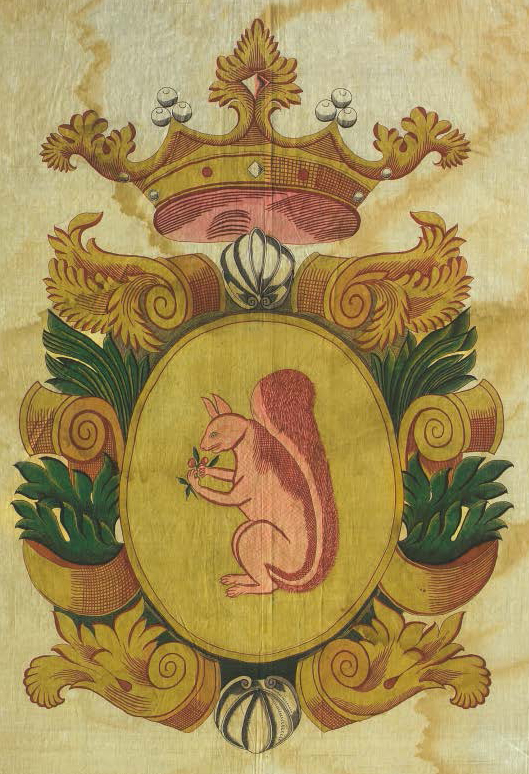
Wapen van Sichterman

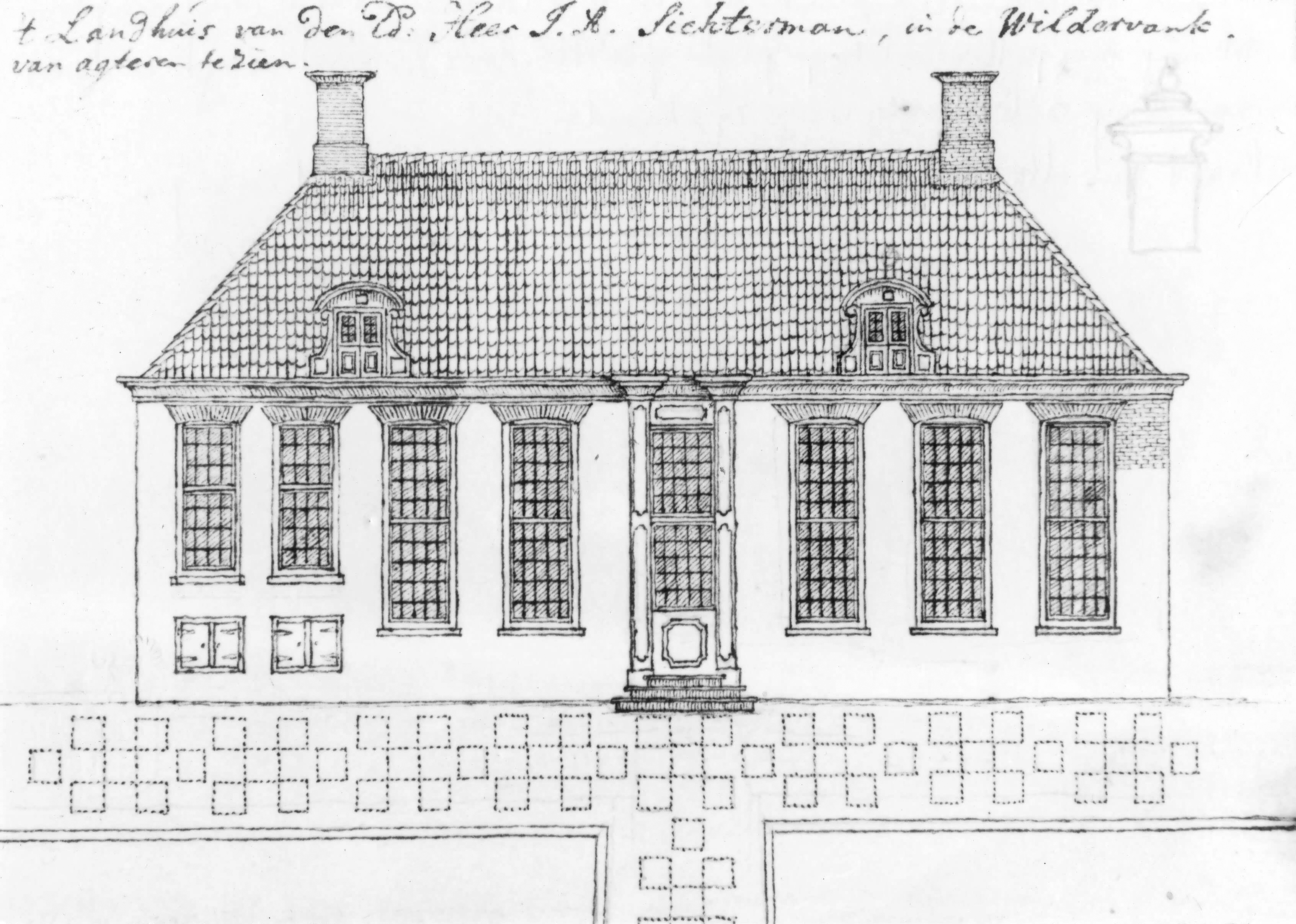
Achterkant van Woellust (zonder de twee zijpaviljoenen).

Binnen wekten de kamerfontein, het "fraay speelend en repeteerend tafel horlogerie" en het Chinees porselein, versierd met het wapen van Sichterman, een eekhoorn, bewondering.
Sichterman overleed in 1764. Woellust werd  aan de Groningse jurist Nicolaas Emmen voor 14.808 gulden verkocht en in 1776 aan de emeritus-predikant van Batavia, Wiardus Hommes. In 1783 werd de plaats in percelen verkocht.
Tegenwoordig is Woellust de naam van een woonlocatie in Veendam/Wildervank.